# Región Pacífico Central
la Región Pacífico Central es una región socioeconómica en la costa central del Océano Pacífico de Costa Rica. Es la más pequeña de las seis regiones en las que se ha subdividido la República.
Ocupa la parte más meridional de la península de Nicoya, así como la estrecha llanura litoral de la costa pacífica central del país. Limita con la Región Central al norte, con la Región Brunca al este, con la Región Chorotega al oeste, y con el Océano Pacífico al sur.
Características:
La Región Pacífico Central está formada por los cantones de la provincia de Puntarenas: Puntarenas, Esparza, Montes de Oro, Quepos, Parrita, Garabito y Monteverde. De la provincia de Alajuela: San Mateo y Orotina.
Presenta algunos de los puertos más importantes del litoral pacífico del país, como Puntarenas, Caldera y Quepos y la región central es una región en el centro de Costa Rica.
Aspectos Físicos:
Se caracteriza por tener estrechas llanuras litorales, con ríos cortos y de carácter torrencial. El clima es una transición del bosque seco tropical al tropical húmedo, con temperaturas máximas que rondan los 34 °C, y mínimas que rara vez bajan de 20 °C.
Su geografía es irregular, contando con zonas pantanosas de manglares cerca de la ciudad de Puntarenas y algunas de las mayores islas del país (isla de Chira, Venado, Negritos, San Lucas, Tortuga, etcétera), así como la distante isla del Coco se considera dentro de su jurisdicción.
Las ciudades principales son Puntarenas (la más grande y desarrollada de la Región), Orotina, San Mateo, Miramar, Esparza, Jacó, Parrita y Quepos.

## Aspectos Sociales
A pesar de ser una región con un gran potencial turístico, lo que  beneficia al país en importación y exportación presenta un nivel de desempleo relativamente elevado, aunque cercano a la media nacional.

## Economía
- Sector Primario: Se destaca en la agricultura en el cultivo de productos de importancia como lo son el arroz, maíz, banano, palma aceitera (palma africana) y actividades pesqueras. También se practican actividades ganaderas en forma extensiva. La región presenta las mayores plantaciones de palma africana, proveniente de Estados Unidos, la cual fue introducida a inicios de la década de los 80s en la zona de Parrita y Quepos, en sustitución del banano
- Sector Secundario: La industria está relacionada con la agricultura por lo que presenta actividad Agroindustria en el procesamiento de frijoles, naranjas, piña, arroz y la exploración forestas. La zona también se caracteriza por la presencia de pesqueras.
- Sector Terciario: Presenta turismo atraído por las montañas y playas. El turismo es destacable en la zona de Puntarenas, Quepos (donde se encuentran el parque nacional Manuel Antonio), Garabito (como Jacó, Herradura, Playa Hermosa, el parque nacional Carara), en las islas del Golfo de Nicoya y las playas de la península del mismo nombre, entre otros destinos de importancia.

Según datos del Instituto Nacional de Estadísticas y Censos, el ingreso promedio por hogar fue de 750 185 colones mensuales en 2017 (aproximadamente US$1316 mensuales). Mostró una disminución de -2,9 % respecto al año 2016.

## Problemáticas
- Desempleo (la tasa alcanzaba el 5,9% de pobreza).
- Desequilibrio Urbano y precarismo.
- Orero y Deforestación.
- Contrabando de drogas.
- Infraestructura subdesarrollada.
- Marginamiento social, sobre todo a la población indígena.
- Prostitución.